# 3 de novembre
El 3 de novembre o 3 de santandria és el tres-cents setè dia de l'any del calendari gregorià i el tres-cents vuitè en els anys de traspàs. Queden 58 dies per finalitzar l'any.

## Esdeveniments
Països Catalans
- 988: Primera referència que es té del barri de Santa Eugènia de Ter (Girona), comunitat i antic municipi del Gironès.
- 1383, Barcelona: S'acaben les obres de Santa Maria del Mar, amb la col·locació de l'última clau de volta.[2]
- 1450: Alfons el Magnànim funda l'Estudi General de Barcelona, predecessor de la Universitat de Barcelona.[3]
- 1850, Barcelona: Comença a funcionar el Teatre Odeon, al carrer de l'Hospital, número 45.[4]
- 1915, Barcelona: Comencen les classes a l'Escola de Bibliotecàries, acabada de crear, a l'edifici del Rellotge del recinte de la Universitat Industrial.[5]
- 1974, Pontons, Alt Penedès: es funda el sindicat Unió de Pagesos a la casa de colònies Penyafort.[6]
- 1994, Barcelona: El canal Barcelona Televisió, actualment betevé, inicia les seves emissions.[7]

Resta del món
- 1903: Esperonat pels Estats Units, Panamà s'autoproclama independent de Colòmbia.
- 1904: Reelecció de Wilfrid Laurier com a primer ministre del Canadà.
- 1935: Torna de l'exili el rei Jordi II de Grècia.
- 1936: Franklin Delano Roosevelt és reelegit president dels Estats Units.
- 1957: L'URSS llança a l'espai l'Sputnik II, el seu segon satèl·lit, el primer que duu a bord un ser viu, la gossa Laika.
- 1978: Dominica es proclama independent del Regne Unit.
- 1986: Els Estats Federats de la Micronèsia s'independitzen dels EUA.
- 1992: Bill Clinton és elegit president dels Estats Units.
- 2000: Comença a funcionar l'Estació Espacial Internacional.[cal citació]
- 2006, Nagoya, Japó: Comença el 2006 Nintendo World Tour

## Naixements
Països Catalans
- 1941 - Palma: Josep Massot i Muntaner, monjo benedictí, filòleg, historiador i assagista català (m. 2022).
- 1952 - Grau de Gandia: Teresa Pascual i Soler, poeta valenciana.[8]
- 1960 - Barcelona: Berta Veiga Vila, entrenadora i jutgessa internacional de gimnàstica rítmica.[9]
- 1976 - Tarragona: Agnès Busquets i Tarrasa, actriu i escriptora catalana.[10]
- 1977 - Tortosa, Baix Ebre: Belén Fabra, actriu catalana.

Resta del món
- 39, Còrdova: Marc Anneu Lucà, poeta hispanoromà.
- 1500, Florència (Itàlia): Benvenuto Cellini, orfebre, pintor, escultor, soldat i músic italià del Renaixement (m. 1571).[11]
- 1801, Catània, Sicília, Itàlia: Vincenzo Bellini, compositor d'òpera italià (m. 1835).[12]
- 1845, Kàmianets-Podilski, Confederació de Polònia i Lituània: Zygmunt Gloger, historiador, arqueòleg, geògraf i etnògraf polonès.
- 1846, Lausana, Suïssa: Elizabeth Thompson, pintora anglesa d'obres de gran format de temà bèl·lic (m. 1933).[13]
- 1867, Iowa: William Wade Hinshaw, cantant i professor estatunidenc.
- 1869, Bromma, Estocolm: Ester Almqvist, artista expressionista sueca (m. 1934).[14]
- 1874, Honfleur: Lucie Delarue-Mardrus, periodista, poeta, novel·lista, escultora, historiadora i dissenyadora francesa.[15]
- 1877, Linares (Xile): Carlos Ibáñez del Campo, militar, polític i dictador xilè. Va ser President de la República en dues ocasions: de 1927 a 1931 i de 1952 a 1958 (m. 1960).[16]
- 1893, Hume, Illinois (EUA): Edward Adelbert Doisy, bioquímic i metge nord-americà, Premi Nobel de Medicina o Fisiologia de 1943 (m. 1986).
- 1901, Brussel·les (Bèlgica): Leopold III de Bèlgica, rei dels belgues des de 1934 fins a 1951 (m. 1983).[16]
- 1906, Viena: Alma Rosé, violinista i directora de l'Orquestra de Dones d'Auschwitz.[17]
- 1912, Encarnación (Paraguai): Alfredo Stroessner Matiauda, militar paraguaià que dirigí el país dictatorialment entre els anys 1954 i 1989 (m. 2006).[16]
- 1921, Ehrenfeld, Pennsilvània (EUA), Charles Bronson, actor de cinema estatunidenc (m. 2003).[18]
- 1931, Roma, Monica Vitti, actriu italiana.
- 1933
  - Santiniketan, Índia britànica: Amartya Sen, economista, guardonat amb el Premi Nobel d'Economia el 1998. Premi Internacional Catalunya 1997.[19]
  - York (Anglaterra): John Barry, compositor anglès de música de cinema conegut, sobretot, per les bandes sonores de les pel·lícules Memòries d'Àfrica, Ballant amb llops i per la saga James Bond (m. 2011).[20]
- 1943 - Santander: Malén Aznárez Torralvo, periodista espanyola (m. 2017).[21]
- 1945 - Buenos Aires, Argentina: Nilda Garré, ministra de Defensa de l'Argentina
- 1949 - Kopeisk, Rússia: Aleksandr Gradski, cantant d'òpera i rock rus. (m 2021)
- 1965, París, França: Ann Scott, escriptora francesa.[22]
- 1970, Syracuse: Jeanette J. Epps, enginyera aeroespacial i astronauta de la NASA.
- 1973, Zuheros, Còrdova: Remedios Zafra, escriptora i investigadora espanyola.[23]
- 1976, Roma: Emiliano Reali, escriptor italià.
- 1982, Gran Canària, Raquel del Rosario, cantant espanyola.

## Necrològiques
Països Catalans
- 1911, València: Salvador Giner i Vidal, compositor i professor de música valencià (79 anys).
- 2008, Barcelona: José María Socias Humbert, polític català, batlle franquista de Barcelona.

Resta del món
- 361: Constanci II, emperador romà.
- 1220: Urraca de Castella i d'Anglaterra, infanta de Castella i reina consort de Portugal (n. 1211).[24]
- 1589, Florència: Laura Battiferri, poeta italiana del Renaixement (n.1523).[25]
- 1639: Martí de Porres, religiós dominic peruà.
- 1793, París: Marie Gouze, més coneguda com a Olympe de Gouges, escriptora francesa, activista política, feminista i abolicionista (n. 1755).[26]
- 1940, Montauban, França: Manuel Azaña Díaz, polític, escriptor i president de la Segona República Espanyola (60 anys).
- 1954, Niça, França: Henri Matisse, pintor, escultor i dissenyador francès (103 anys).[27]
- 1966, Ciutat de Mèxic: Magda Donato, periodista, dramaturga, narradora i actriu espanyola, exiliada a Mèxic (n. 1898).[28]
- 2005, Offenburg, Baden-Wurtemberg: Aenne Burda, editora de premsa alemanya.[29]
- 2009, Madrid: Francisco Ayala, advocat i escriptor espanyol (n. 1906).
- 2015: Sorel‐Tracy, Quebec: Normand L'Amour, cantautor canadenc.[30]
- 2021: Majadahonda, Espanya: Georgie Dann, cantant francès especialitzant en la cançó de l'estiu (n. 1940).[31]

## Festes i commemoracions
- Onomàstica:
  - sants Pàpol de Tolosa, bisbe;
  - Innombrables Màrtirs de Saragossa;
  - santa Sílvia, mare de Gregori el Gran;
  - Sant Ermengol d'Urgell, bisbe;
  - Pirmí de Reichenau, monjo aragonès i bisbe;
  - Gaudiós de Tarassona, bisbe;
  - Martí de Porres, dominic;
  - translació de sant Hubert de Lieja;
- beat Manuel Lozano Garrido, laic.
  - sant Richard Hooker a l'Església Anglicana).